# Bogatyrovka
Bogatyrovka (ryska: Богатыровка) är en ort i Kirgizistan.   Den ligger i oblastet Ysyk-Köl Oblusu, i den östra delen av landet, 290 km öster om huvudstaden Bisjkek. Bogatyrovka ligger 1 641 meter över havet och antalet invånare är 1 135.
Terrängen runt Bogatyrovka är en högslätt. Runt Bogatyrovka är det mycket glesbefolkat, med 6 invånare per kvadratkilometer. Närmaste större samhälle är Pristan' Przheval'sk, 14,3 km öster om Bogatyrovka. Trakten runt Bogatyrovka består till största delen av jordbruksmark.